# Arbeiter-Ersatzkassen-Verband
Der Arbeiter-Ersatzkassen-Verband e. V. (AEV) war ein freiwilliger Zusammenschluss der Arbeiter-Ersatzkassen mit Sitz in Siegburg.

## Aufgaben
Hauptaufgaben des Verbandes waren u. a.
- die Vertretung der Interessen der Mitgliedskassen in der Öffentlichkeit und gegenüber dem Gesetzgeber
- das Führen von Verhandlungen mit den Leistungserbringern (Ärzte, Apotheken usw.) im Bereich der gesetzlichen Krankenversicherung und
- die Beratung der angeschlossenen Krankenkassen hinsichtlich ihrer Aufgabenwahrnehmung.

Der AEV fungierte als einer der Spitzenverbände der Krankenkassen im Sinne des Fünften Buches Sozialgesetzbuch.

## Vorgeschichte
Der Vereinstag des Verbandes der Arbeitervereine, der vom 5.–7. September 1868 in Nürnberg unter Vorsitz von August Bebel stattfand, befasste sich sehr eingehend mit den Krankenunterstützungskassen. In seiner Resolution wurde u. a. gefordert, „eine gute Organisation der Kasse, volle Selbstverwaltung, Vereinigung derselben nach Gewerken in Verbände und Besprechung der Kasseninteressen in einem geeigneten Organ.“
In den nächsten Jahren ist dann auch die Vereinigung der Krankenunterstützungskassen nach Gewerken zu beobachten. So vereinigten sich z. B. am 1. März 1874 14 örtliche Vereinigungen zum Krankenunterstützungsbund der Gewerkschaft der Schneider, es entstand die Zentralkrankenkasse der Deutschen Schiffsbauer, die Zentral-, Kranken- und Sterbekasse der Zimmerer usw. Zur Gründung eines Kassenverbandes kam es aber zunächst nicht.
In einem Generalversammlungsprotokoll aus dem Jahre 1887 wird der Kongreß freier Hülfskassen erwähnt, der im Herbst 1886 in Gera stattgefunden hat. Diese Institution wird später noch öfters erwähnt. Näheres wird aber nicht berichtet, weil die Kongressprotokolle den Delegierten zur Einsichtnahme zur Verfügung gestellt wurden.
1892 kam es dann zur Gründung des Verbandes freier Krankenkassen. Das Verbandsstatut wird im Protokoll über die Generalversammlung zu Göttingen (18. bis 23. Juli 1892) abgedruckt. Die erste Generalversammlung des Verbandes war am 15. Dezember 1893 in Hamburg. Ein eigenes Organ zur „Besprechung der Kasseninteressen“ erhielt der Verband der freien Krankenkassen aber erst im Jahre 1928.

## Geschichte
Anfang 1939 hat der Verband der freien Krankenkassen e. V. seinen Namen geändert. Laut Bescheid des Amtsgerichts vom 7. Febr. 1939 wurde der neue Name Verband der Arbeiter-Ersatzkassen e. V. in das Vereinsregister eingetragen. Langjähriger Vorsitzender (von 1921 bis 1938 – danach Beiratsmitglied) war Karl Settmacher, ein gelernter Schiffszimmerer.
Neben dem großen Verband der freien Krankenkassen gab es noch einige kleinere Verbände freier Kassen (z. B. Verband der Ziegler-Krankenkassen in Detmold). Auf dem Hilfskassenkongress am 29. April 1911 im Gewerkschaftshaus Berlin wurden 196 Kassen mit 945.206 Mitgliedern von 231 Delegierten vertreten. Im Jahre 1930 gehören dem Verband 23 Ersatzkassen mit „weit über 600.000 Mitgliedern“ an.
Seit dem Jahre 1957 oblag die Geschäftsführung des Verbandes dem Vorstand des Verbands der Angestellten-Krankenkassen (VdAK), wodurch der AEV jedoch nicht seine rechtliche Selbständigkeit einbüßte.
Durch den Austritt der KEH Ersatzkasse mit dem 31. Dezember 2007 befand sich der AEV seitdem in Abwicklung, da ein eingetragener Verein aus mindestens drei Mitgliedern bestehen muss.
Die beiden verbliebenen Krankenkassen Gmünder Ersatzkasse und HZK fusionierten am 1. Juli 2008. Das hatten die Verwaltungsräte der beiden Krankenkassen am 6. März 2008 in Bremen beschlossen.
Zum 31. Dezember 2008 löste sich der AEV auf. Das letzte Mitglied, die GEK, wurde zum 1. Januar 2009 Mitglied im Verband der Ersatzkassen (vdek), dem umbenannten VdAK.